# Gaurax opacula
Gaurax opacula är en tvåvingeart som beskrevs av Becker 1911. Gaurax opacula ingår i släktet Gaurax och familjen fritflugor. Inga underarter finns listade i Catalogue of Life.